# 圆苞鼠尾草
圆苞鼠尾草（学名：Salvia cyclostegia）为唇形科鼠尾草属的植物，为中国的特有植物。分布于中国大陆的四川、云南等地，生长于海拔2,700米至3,300米的地区，多生长在草地、山坡、竹林以及松林下。

## 变种
- 紫花圆苞鼠尾草（学名：Salvia cyclostegia var. purpurascens），分布在中国大陆的云南、四川等地，生长于海拔2,900米至3,200米的地区，多生长于林下或路旁。